# 보르네오산악땅다람쥐
보르네오산악땅다람쥐(Dremomys everetti)는 다람쥐과에 속하는 설치류의 일종이다. 종소명은 영국의 식민지 시대 관리이자 동물 수집가인 애버렛(Alfred Hart Everett)의 이름에서 유래했다. 인도네시아와 말레이시아에서 발견된다.